# Showdown
Showdown je šport z žogico in loparjem za dva. V resnici gre za namizni tenis za slepe. Showdown vsebuje posebne prilagoditve, ki tudi tistim, ki ne vidijo, omogoča igranje.